# 進擊的巨人漫畫章節列表
進擊的巨人漫畫章節列表列出日本漫畫《進擊的巨人》每一話的標題以及刊載期號。相關翻譯使用台灣東立出版社提供的官方譯名。

## 單行本已收錄
| 1. 給兩千年後的你（，Ni Sen Nen Go no Kimi e）（《別冊少年Magazine》2009年10月號） 2. 那一天（，Sono Hi）（2009年11月號） 3. 解散儀式當晚（，Kaisanshiki no Yoru）（2009年12月號） 4. 首場戰役（，Uijin）（2010年1月號） |

| 1. 絕望之中發出微微的亮光（，Zetsubō no Naka de Nibuku Hikaru）（2010年2月號） 2. 少女看見的世界（，Shōjo ga Mita Sekai）（2010年3月號） 3. 小刀（，Chiisa na Yaiba）（2010年4月號） 4. 咆哮（，Hōkō）（2010年5月號） 5. 聽見心跳聲（，Shinzō no Kodō ga Kikoeru）（2010年6月號） |

| - 特別篇 里維士官長（，Rivai Heishichō）（《週刊少年Magazine》2010年第10號） 1. 左手的下落（，Hidariude no Yukue）（2010年7月號） 2. 回應（，Kotaeru）（2010年8月號） 3. 偶像（，Gūzō）（2010年9月號） 4. 傷口（，Kizu）（2010年10月號） |

| 1. 原始的慾望（，Genshoteki Yokkyū）（2010年11月號） 2. 個別（，Koko）（2010年12月號） 3. 必要（，Hitsuyō）（2011年1月號） 4. 武力幻想（，Buryoku Gensō）（2011年2月號） 5. 現在應該做些什麼呢？（，Ima, Nani o Subeki ka）（2011年3月號） |

| - 特別篇 伊爾賽的手冊（，Iruze no Techō）（《週刊少年Magazine》2011年第2·3合併號） 1. 目前還看不到（，Mada Me o Mirenai）（2011年4月號） 2. 特別作戰小組（，Tokubetsu Sakusen Han）（2011年5月號） 3. 開門（，Kaimon）（2011年6月號） 4. 長距離搜索陣形（，Chōkyori Sakuteki Jinkei）（2011年7月號） |

| 1. 女巨人（，Megata no Kyojin）（2011年8月號） 2. 巨木森林（，Kyodaiju no Mori）（2011年9月號） 3. 緊咬不放（，Kamitsuku）（2011年10月號） 4. 選擇最適合的方式（，Kōtsugō na Michi o）（2011年11月號） |

| 1. 艾爾文·史密斯（，Eruvin Sumisu）（2011年12月號） 2. 選擇與結果（，Sentaku to Kekka）（2012年1月號） 3. 鐵鎚（，Tettsui）（2012年2月號） 4. 失敗者（，Haisha Tachi）（2012年3月號） |

| 1. 微笑（，Hohoemi）（2012年4月號） 2. 慈悲（，Jihi）（2012年5月號） 3. 城牆（，Kabe）（2012年6月號） 4. 戰士動搖了（，Senshi wa Odoru）（2012年7月號） |

| 1. 野獸型巨人（，Kemono no Kyojin）（2012年8月號） 2. 我回來了（，Tadaima）（2012年9月號） 3. 前往西南方（，Nansei e）（2012年10月號） 4. 厄特加爾城（，Utogarudo-jō）（2012年11月號） |

| 1. 士兵（，Heishi）（2012年12月號） 2. 尤米爾（，Yumiru）（2013年1月號） 3. 希絲特莉亞（，Hisutoria）（2013年2月號） 4. 戰士（，Senshi）（2013年3月號） |

| 1. 盔甲巨人（，Yoroi no Kyojin）（2013年4月號） 2. 打·投·極（，Da Tō Kyoku）（2013年5月號） 3. 追趕者（，Ou Mono）（2013年6月號） 4. 開口（，Kaikō）（2013年7月號） |

| 1. 孩子們（，Kodomo Tachi）（2013年8月號） 2. 有誰（，Dareka）（2013年9月號） 3. 突擊（，Totsugeki）（2013年10月號） 4. 吶喊（，Sakebi）（2013年11月號） |

| 1. 里維小組（，Rivai Han）（2013年12月號） 2. 克里斯塔·連茲（，Kurisuta Renzu）（2014年1月號） 3. 狼煙（，Noroshi）（2014年2月號） 4. 反擊的地點（，Hangeki no Basho）（2014年3月號） |

| 1. 痛苦（，Itami）（2014年4月號） 2. 角色（，Yakusha）（2014年5月號） 3. 割喉者肯尼（，Kirisaki Kenī）（2014年6月號） 4. 槍聲（，Jūsei）（2014年7月號） |

| 1. 邪道之魂（，Gedō no Tamashii）（2014年8月號） 2. 信賴（，Shinrai）（2014年9月號） 3. 回答（，Kaitō）（2014年10月號） 4. 罪過（，Tsumi）（2014年11月號） |

| 1. 鎖（，Kusari）（2014年12月號） 2. 歡迎會（，Kangeikai）（2015年1月號） 3. 夢想與詛咒（，Yume to Noroi）（2015年2月號） 4. 願望（，Negai）（2015年3月號） |

| 1. 歐爾布德區外牆（，Orubudo-ku Gaiheki）（2015年4月號） 2. 城牆之王（，Kabe no Ō）（2015年5月號） 3. 友人（，Yūjin）（2015年6月號） 4. 曾經作過的夢（，Itsuka Mita Yume）（2015年7月號） |

| 1. 旁觀者（，Bōkansha）（2015年8月號） 2. 奪還作戰的前夕（，Dakkan Sakusen no Yoru）（2015年9月號） 3. 起始的街道（，Hajimari no Machi）（2015年10月號） 4. 作戰成功的條件（，Sakusen Seikō Jōken）（2015年11月號） |

| 1. 兩個戰局（，Futatsu no Senkyoku）（2015年12月號） 2. 雷槍（，Raisō）（2016年1月號） 3. 他們所看到的世界（，Karera ga Mita Sekai）（2016年2月號） 4. 光臨（，Kōrin）（2016年3月號） |

| 1. 完全比賽（，Pāfekuto Gēmu）（2016年4月號） 2. 無名士兵（，Na mo Naki Heishi）（2016年5月號） 3. 約定（，Yakusoku）（2016年6月號） 4. 勇者（，Yūsha）（2016年7月號） |

| 1. 大劈刀（，Ōnata）（2016年8月號） 2. 白夜（，Byakuya）（2016年9月號） 3. 地下室（，Chikashitsu）（2016年10月號） 4. 那一天（，Ano Hi）（2016年11月號） |

| 1. 邊界（，Kyōkaisen）（2016年12月號） 2. 進擊的巨人（，Shingeki no Kyojin）（2017年1月號） 3. 會議（，Kaigi）（2017年2月號） 4. 前往城牆的另一端（，Kabe no Mukōgawa e）（2017年3月號） |

| 1. 大海的另一端（，Umi no Mukōgawa）（2017年4月號） 2. 瑪雷的戰士（，Māre no Senshi）（2017年5月號） 3. 暗夜列車（，Yamiyo no Ressha）（2017年6月號） 4. 城牆內側的少年（，Kabe no Naka no Shōnen）（2017年7月號） |

| 1. 說謊（，Usotsuki）（2017年8月號） 2. 希望的大門（，Kibō no Tobira）（2017年9月號） 3. 親手轉交（，Te kara Te e）（2017年10月號） 4. 太好了（，Yokatta na）（2017年11月號） |

| 1. 內疚的身影（，Yamashiki Kage）（2017年12月號） 2. 宣戰（，Sensen Fukoku）（2018年1月號） 3. 戰槌巨人（，Sentsui no Kyojin）（2018年2月號） 4. 為時已晚（，Ato no Matsuri）（2018年3月號） |

| 1. 強襲（，Kyōshū）（2018年4月號） 2. 勝利者（，Shōsha）（2018年5月號） 3. 殺人子彈（，Kyōdan）（2018年6月號） 4. 義勇兵（，Giyūhei）（2018年7月號） |

| 1. 訪客（，Raikyaku）（2018年8月號） 2. 正確的言論（，Seiron）（2018年9月號） 3. 引導者（，Michibiku Mono）（2018年10月號） 4. 虛偽的人（，Itsuwarimono）（2018年11月號） |

| 1. 森林裡的孩子們（，Mori no Kora）（2018年12月號） 2. 無知（，Muchi）（2019年1月號） 3. 殘暴（，Bōaku）（2019年2月號） 4. 唯一的救贖（，Yuiitsu no Sukui）（2019年3月號） |

| 1. 支撐（，Sasae）（2019年4月號） 2. 天地（，Tenchi）（2019年5月號） 3. 定罪（，Danzai）（2019年6月號） 4. 暗算（，Damashiuchi）（2019年7月號） |

| 1. 兄與弟（，Ani to Otōto）（2019年8月號） 2. 剎那（，Setsuna）（2019年9月號） 3. 未來的記憶（，Mirai no Kioku）（2019年10月號） 4. 從兩千年前的妳（，Ni Sen Nen Mae no Kimi kara）（2019年11月號） |

| 1. 島上的惡魔（，Shima no Akuma）（2019年12月號） 2. 融解（，Hyōkai）（2020年1月號） 3. 晚霞（，Yūyake）（2020年2月號） 4. 矜持（，Kyōji）（2020年3月號） |

| 1. 結束之夜（，Shūmatsu no Yoru）（2020年4月號） 2. 叛徒（，Uragirimono）（2020年5月號） 3. 懷舊（，Kaiko）（2020年6·7月合併號） 4. 人類的黎明（，Jinrui no Yoake）（2020年7月號） |

| 1. 地鳴（，Jinarashi）（2020年9月號） 2. 自由之翼（，Jiyū no Tsubasa）（2020年10月號） 3. 罪人們（，Tsumibito Tachi）（2020年11月號） 4. 在絕望的深淵（，Zetsubō no Fuchi nite）（2020年12月號） |

| 1. 天與地的戰鬥（，Ten to Chi no Tatakai）（2021年1月號） 2. 獻出心臟吧（，Shinzō o Sasageyo）（2021年2月號） 3. 巨人（，Kyojin）（2021年3月號） 4. 漫長的夢境（，Nagai Yume）（2021年4月號） 5. 朝著那座山丘上的樹（，Ano Oka no Ki ni Mukatte）（2021年5月號） |